# Biserica de lemn din Șerbeni

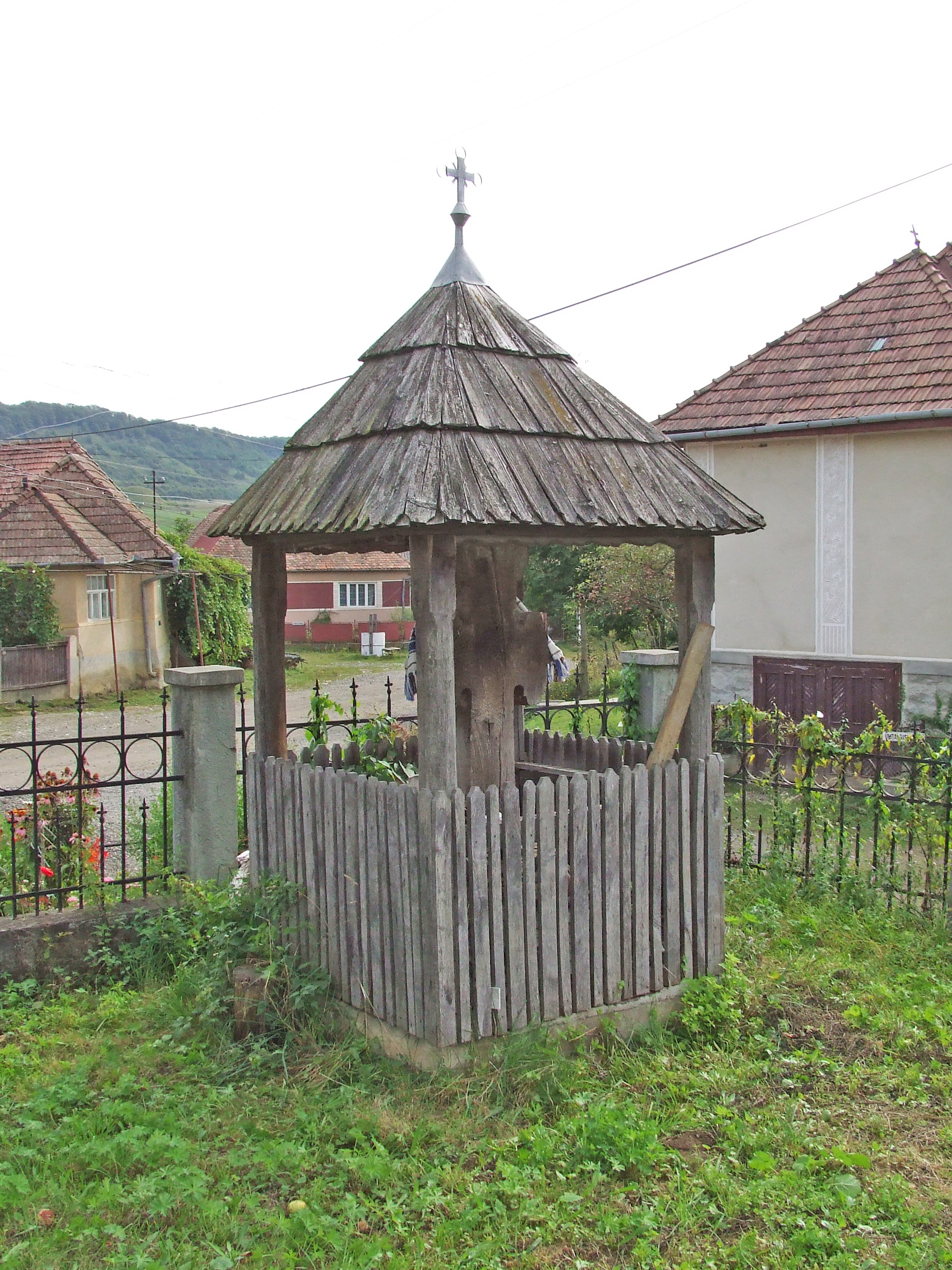
Troiţa bisericii de lemn din Şerbeni, judeţul Mureş. Foto: septembrie 2010

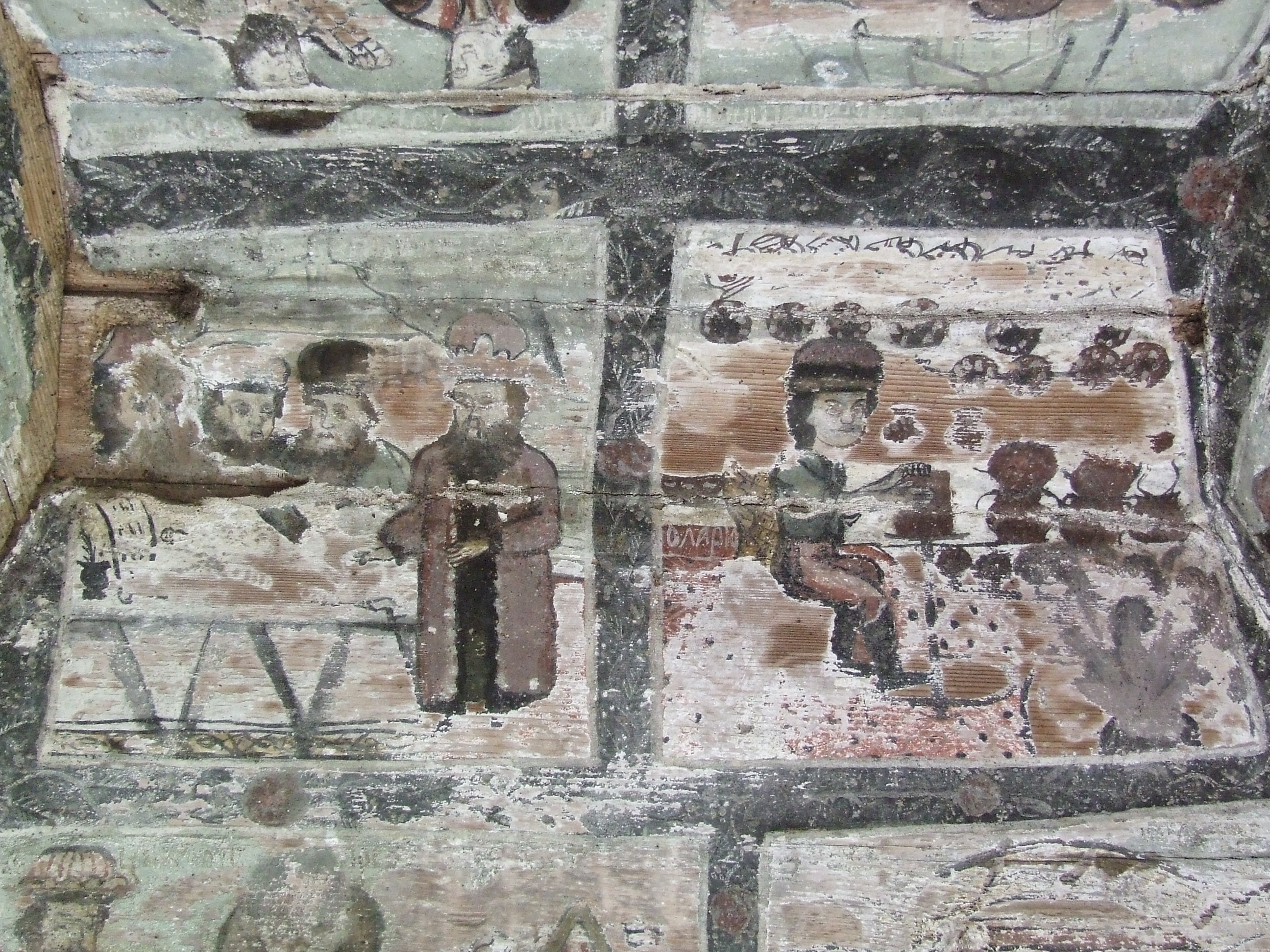
Detaliu a picturii troiţei bisericii de lemn din Şerbeni, judeţul Mureş. Foto: septembrie 2010

Biserica de lemn Șerbeni, din comuna Beica de Jos, județul Mureș, ce avea hramul Sfântul Dumitru a fost demolată după construcția noii biserici de zid construită în anul 1925. Momentul edificării ei nu se cunoaște, memoria ei fiind păstrată de câteva obiecte ce au rămas în urma demolării acesteia. Unul din acestea este și troița aflată cândva lângă vechea biserică de lemn. În anul 1950, această troiță a fost mutată în curtea bisericii de zid. Pictată în 1821, troița nu figurează pe noua listă a monumentelor istorice.

## Istoric și trăsături
În legătură cu vechea biserică de lemn a satului Șerbeni nu ni se păstrează prea multe informații. Șematismul bisericii greco-catolice de la anul 1900 precizează pentru acest sat o biserică de lemn fără a se face mențiuni cu privire la vechimea ei. Totuși, se precizează faptul că în conscripția lui Inocențiu Micu-Klein din anul 1733, localitatea nu figura ca având biserică sau casă parohială. Conscripția generalului Bucow din anii 1760-1762 precizează că localitatea Șerbeni avea o biserică, momentul edificării bisericii putând fi cândva între anul 1733 și anul 1760.
Din vechea biserică pe lângă troița pictată se mai păstrează o bună parte din piesele iconostasului precum și o strană de cântări, din anul 1828, pe care este zugrăvit un diac ce copiază cărți după evanghelistul Luca. Se presupune că acest diac, pictat pe strană, ar putea fi chiar portretul autorului picturii, popa Gheorghe din Șerbeni ce era atât zugrav cât și copist. Acest preot zugrav a pictat și bisericile de lemn din Urisiu de Jos și Urisiu de Sus, care încă se mai păstrează.
Din lemnele vechii biserici de lemn a fost construită casa parohială. Ulterior, această casă parohială a fost demolată pentru a putea fi făcută, din zid, actuala casă parohială, și astfel, lemnele vechii biserici de lemn au fost distruse.
Troța vechii bisericii, care a fost adusă din vechiul amplasament în curtea bisericii actuale în anul 1950 este compusă dintr-o cruce de lemn și din acoperișul cu bolta pictată. Crucea este realizată dintr-un singur lemn și avea fețele pictate. Din păcate, datorită intemperiilor, lemnul a fost spălat. Acoperișul crucii, sprijinit pe patru stâlpi are o formă piramidală și este din șindrilă. Interiorul, sub forma unei bolți cu patru fețe este pictat cu scene din biblie sau din activitățile curente întâlnite în viața satului. Una dintre cele mai bine păstrate imagini este cea a olarului care face vase, dar se disting și alte scene din Noul Testament cum ar fi Spălarea picioarelor apostolilor sau Cina cea de taină. Pictura este datată prin anul înscris în marginea de jos a uneia dintre segmentele bolții - 1821. Această troiță a fost pictată de către popa Gheorghe din Șerbeni.